# یارومیر زمرهال
یارومیر زمرهال (چکی: Jaromír Zmrhal؛ زادهٔ ۲ اوت ۱۹۹۳) بازیکن فوتبال اهل جمهوری چک است.
از باشگاه‌هایی که در آن بازی کرده‌است می‌توان به باشگاه فوتبال اسلاویا پراگ اشاره کرد.
وی همچنین در تیم‌های ملی فوتبال زیر ۲۱ سال جمهوری چک، و جمهوری چک بازی کرده‌است.